# Ле Марке (Тревизо)
Ле Марке је насеље у Италији у округу Тревизо, региону Венето.
Према процени из 2011. у насељу је живело 228 становника. Насеље се налази на надморској висини од 16 м.